# Isla San Pedro
Isla San Pedro è un'isola del Cile che fa parte dell'arcipelago di Chiloé e si trova nel golfo del Corcovado. Appartiene alla regione di Los Lagos e alla provincia di Chiloé nel comune di Quemchi. L'isola è proprietà privata.
L'isola di San Pedro si trova vicino alla costa sud-est dell'isola di Chiloé. Ha una superficie di 60 km² ed segna il punto più alto di tutto l'arcipelago con i suoi 980 m.
Tra il 1909 e il 1913 vi era una piccola stazione di caccia alle balene sull'isola appartenente alla compagnia norvegese A/S Pacific. Cacciavano prevalentemente balenottere azzurre, balenottere comuni e megattere.